# أنوبون
أنوبون هي جزيرة ومحافطة في غينيا الاستوائية تقع على المحيط الأطلسي.